# Нонея русская
Нонея русская (лат. Nonea rossica) — вид двудольных растений, входящий в семейство Бурачниковые (Boraginaceae). Ранее некоторыми систематиками считалась разновидностью нонеи тёмнобурой (Nonea pulla var. rossica — Нонея темнобурая разн. русская).

## Название
Научное название рода образовано от фамилии немецкого врача и ботаника Иоганна Филиппа Нонне (1729—1772).

## Ботаническое описание[2][3]

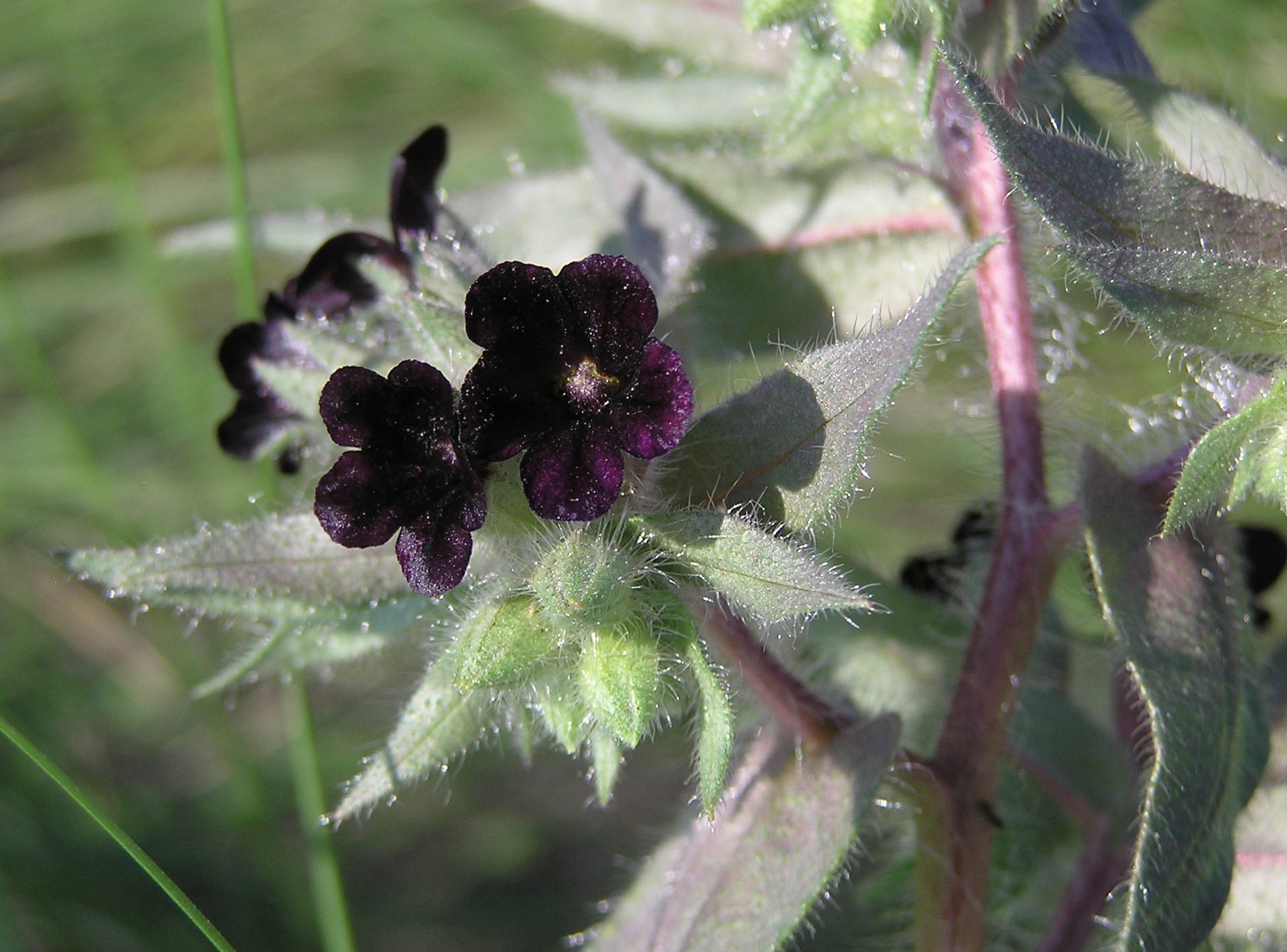
Цветки нонеи русской

Многолетнее травянистое растение с обильным жёстким опушением.
Стебли толстые, крепкие, 25–50 см высотой. Поверхность бороздчатая, покрыта оттопыренными длинными жёсткими щетинками, без реснитчатого пушка.
Листья очерёдные, ланцетные и продолговато-ланцетные, сидячие, 5–6 см длиной, около 1 см шириной. Нижние — лопастные, короче и уже верхних, к цветению усыхают. Остальные листья с сердцевидным основанием. Край цельный, верхняя поверхность густо покрыта тонкими щетинками, нижняя — щетинисто-пушистая, по краю без или с короткими щетинками.
Цветки собраны в облиственные, при плодах рыхловатые завитки, формирующие щитковидно-метельчатое соцветие. Плодоножки тонкие и длинные, чашечки соответственно поникающие или почти сидячие, железисто-пушистые, все длиннощетинистые. При плодах чашечки с очень короткими треугольными зубцами до 1 мм длиной и неразделенной частью 3–5 мм. Венчик чёрно-красный, тёмно-пурпурный или почти чёрный, несколько длиннее цветущей чашечки, отгиб по длине равен трубке, по форме колокольчатый, лопасти 0,5–1 мм длиной. Цветение в средней полосе России — май-июль, плодоношение июнь-август.
Орешки практически шаровидные, около 3 мм диаметром, пушистые, сетчато-морщинистые.

## Распространение и экология[2][4][3]

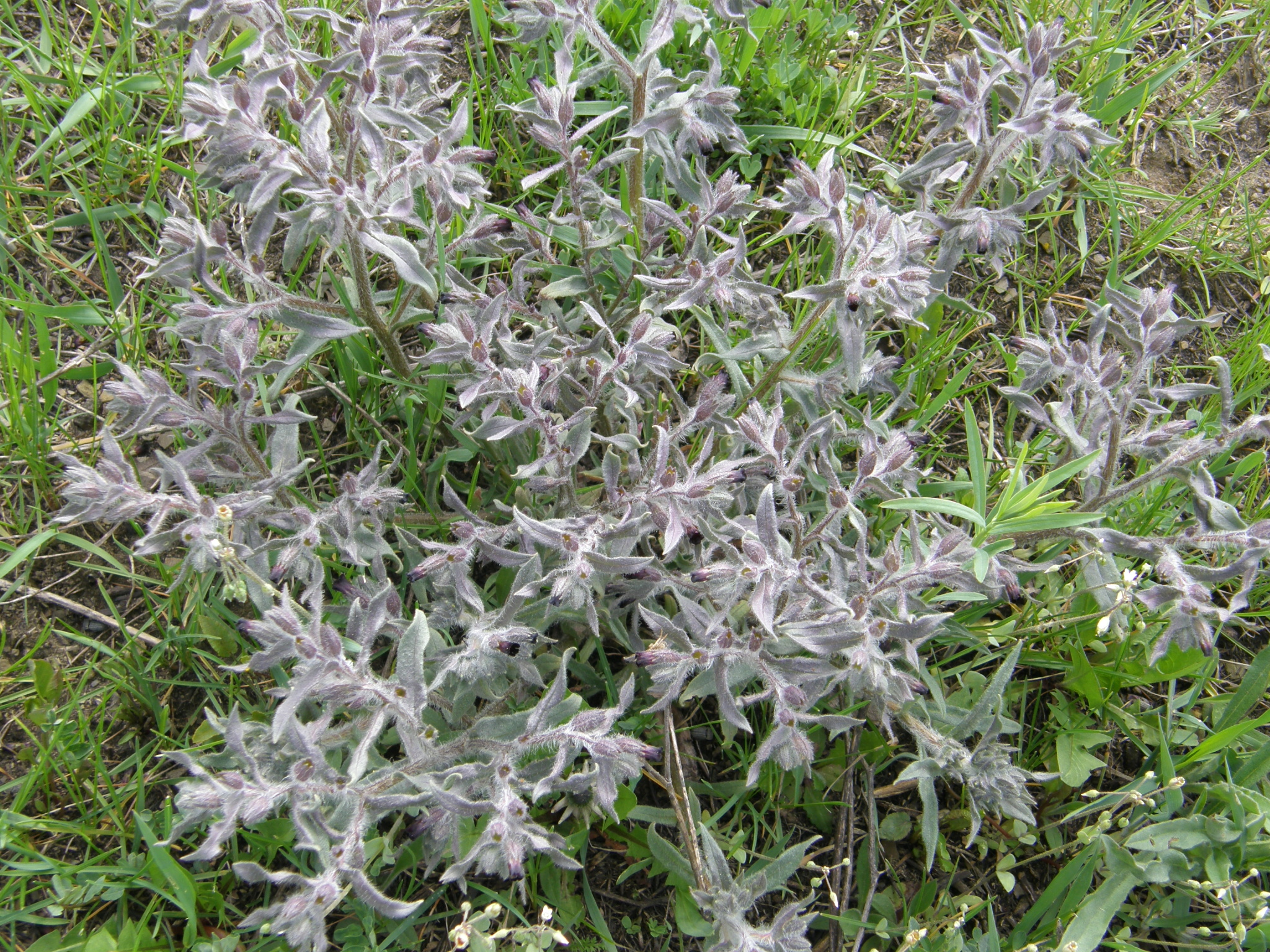
Растение нонеи русской

На территории России встречается в Европейской части, Предкавказье, Западной Сибири и Восточной Сибири (возможно, заносное). Вид включен в ботанический атлас растений Ленинградской области.
Произрастает в степях, на сухих лугах, на перелогах, вдоль дорог, по засоренным местам. Как сегетальный сорняк распространяется с семенами культурных злаков на запад и восток от основного ареала.

## Таксономия[5]
Nonea rossica Steven, 1851, Bull. Soc. Imp. Naturalistes Moscou 24(I): 572
Вид Нонея русская относится к роду Нонея семейства Бурачниковые (Boraginaceae) порядка Бурачникоцветные (Boraginales). Кладограмма в соответствии с Системой APG IV по состоянию на июнь 2023 года:
|  |                                      |  |                                   | порядок Бурачникоцветные |  | семейство Бурачниковые - 153 ботанических рода |  | род Нонея - 47 ботанических видов |  | Нонея русская |
|  |                                      |  |                                   | порядок Бурачникоцветные |  | семейство Бурачниковые - 153 ботанических рода |  | род Нонея - 47 ботанических видов |  | Нонея русская |
|  | отдел Цветковые, или Покрытосеменные |  |                                   |                          |  |                                                |  |                                   |  |               |
|  |                                      |  |                                   |                          |  |                                                |  |                                   |  |               |
|  |                                      |  | ещё 63 порядка цветковых растений |                          |  |                                                |  |                                   |  |               |
|  |                                      |  |                                   |                          |  |                                                |  |                                   |  |               |

### Синонимы
- Nonea pulla subsp. rossica  	(Steven) Soó
- Nonea pulla var. rossica  Popov